# Middlesex County Football League
De Middlesex County Football League is een Engelse regionale voetbalcompetitie en werd in 1984 opgericht. In het begin was er maar één divisie maar intussen is dit uitgebreid naar zes divisies; vier voor eerste elftallen (Premier Division en Division 1, 2 en 3) en twee voor reserveteams (Senior Reserve Division en Junior Reserve Division). De Premier Division bevindt zich op het 11de niveau in de Engelse voetbalpiramide. De kampioen van de Premier Division kan promoveren naar de Combined Counties League of de Hellenic League. 
In het seizoen 2006/07 werd de Division 3 nog eens uitgebreid naar twee regionale divisies.

## Kampioenen
| Seizoen                                | Premier Division kampioen              |                                       |                             |                                  |
| -------------------------------------- | -------------------------------------- | ------------------------------------- | --------------------------- | -------------------------------- |
| 1984/85                                | Constantine United                     |                                       |                             |                                  |
| Premier Division vanaf nuDivision One  | Premier Division vanaf nuDivision One  | Division Two opgericht                |                             |                                  |
| 1985/86                                | Mill End Sports                        | Harrow St. Mary's Reserves            |                             |                                  |
| 1986/87                                | Evershed Social                        | Troy Albion                           |                             |                                  |
| 1987/88                                | Chorleywood Common                     | Harefield Town                        |                             |                                  |
| 1988/89                                | Shamrock                               | Northfield Rangers                    |                             |                                  |
| 1989/90                                | Hawkeye Willesden                      | Brook House Reserves                  |                             |                                  |
| 1990/91                                | Hawkeye Willesden                      | Northfield Rangers Reserves           |                             |                                  |
| Division One vanaf nu Premier Division | Division One vanaf nu Premier Division | Division Two vanaf nu Division One    | Division Two opgericht      |                                  |
| 1991/92                                | Northfield Rangers                     | Broadwater United                     | Bridge Park                 |                                  |
| 1992/93                                | Shamrock                               | Northolt Saints                       | Scolar                      |                                  |
| 1993/94                                | New Hanford                            | Rayners Lane Reserves                 | Neasden Foundation Reserves |                                  |
| 1994/95                                | Spelthorne Sports                      | Willesden Constantine                 | Southall Reserves           |                                  |
| 1995/96                                | Willesden Constantine                  | Stonebridge Scolar                    | FC Deportivo                |                                  |
|                                        |                                        | Division One vanaf nu Senior Division | Division Two opgeheven      |                                  |
| 1996/97                                | Rayners Lane                           | Broadfields United                    |                             |                                  |
| 1997/98                                | Willesden Constantine                  | Northolt Saints                       |                             |                                  |
| 1998/99                                | Willesden Constantine                  | Neasden Foundation                    |                             |                                  |
| 1999/00                                | Brook House Reserves                   | Brentford New Inn                     |                             |                                  |
| 2000/01                                | Northolt Saints                        | Pinner Albion Seniors                 |                             |                                  |
| 2001/02                                | Spelthorne Sports                      | Stonewall                             |                             |                                  |
|                                        |                                        | Senior Division vanaf nu Division One | Division Two heropgericht   | Division Three opgericht         |
| 2002/03                                | Hanworth Villa                         | Southall Town Reserves                | Harefield Ex-Services       | Stonewall Reserves               |
| 2003/04                                | Wraysbury                              | Brazilian FSSC                        | Eastcote                    | Parkfield Youth Old Boys         |
| 2004/05                                | Hanworth Villa                         | Neasden Foundation                    | Parkfield Youth Old Boys    | LPOSSA                           |
| 2005/06                                | Battersea Ironsides                    | Sport London e Benfica                | Signcraft                   | Harrow St. Mary's Youth Old Boys |